# Stephen Varcoe
Stephen Christopher Varcoe (* 19. Mai 1949 in Lostwithiel, Cornwall) ist ein englischer Opernsänger (Bassbariton).

## Leben
Varcoe besuchte die Canterbury Cathedral Choir School, die Canterbury’s King’s School und studierte am King´s College, wo er im King’s College Choir unter David Willcocks sang. 1977 erhielt er ein Stipendium der Gulbenkian Foundation. 
Varcoe trat u. a. mit dem Royal Philharmonic Orchestra, dem BBC Scottish Symphony Orchestra, dem Scottish Chamber Orchestra, dem Orchestre Philharmonique de Radio France, dem New Zealand Chamber Orchestra und der Hanover Band auf und arbeitete mit Dirigenten wie Frans Brüggen, John Eliot Gardiner, Richard Hickox, Christian Lindberg, Charles Mackerras, Jean-Claude Malgoire, Marc Minkowski, Arnold Östman, Trevor Pinnock, Joshua Rifkin, Gennadi Roshdestvensky und Yan Pascal Tortelier.
Als Opernsänger trat Varcoe u. a. in Joseph Haydns L’infedelta delusa in Antwerpen, Claude Debussys Fall of The House of Usher in Lissabon und London, John Taveners Mary of Egypt beim Aldeburgh Festival, Jacopo Peris Euridice im Schlosstheater Drottningholm, Gustav Holsts Savitri, Benjamin Brittens A Midsummer Night’s Dream und Rimski-Korsakows Mozart und Salieri auf. 
Als Liedsänger gab er Liederabende mit Werken von Gerald Finzi und Arthur Somervell mit dem Pianisten Iain Burnside, von Franz Schubert (Winterreise) mit Eugene Asti und mit Graham Johnson, von Johannes Brahms, Robert Schumann und Hugo Wolf mit Johnson und von Percy Grainger mit Penelope Thwaites.
Varcoe nahm etwa 130 CDs auf. Er sang Werke von Purcell, Händel und Bach unter John Eliot Gardiner, Richard Hickox und Sigiswald Kuijken, von Mozart unter Neville Marriner, von Fauré unter John Rutter, von Holst unter Richard Hickox, von Richard Strauss unter Roger Norrington, von Arnold Schönberg unter Robert Craft und von Igor Stravinsky unter Robert Craft.